# Alma Richards
Alma Wilford Richards (ur. 20 lutego 1890 w Parowan, w stanie Utah, zm. 3 kwietnia 1963 w Long Beach, w Kalifornii) – amerykański lekkoatleta skoczek wzwyż, mistrz olimpijski ze Sztokholmu.

## Przebieg kariery
Studiował na Brigham Young University w Provo. Tam został zauważony przez trenera lekkiej atletyki i zachęcony do uprawiania skoku wzwyż. Zakwalifikował się do reprezentacji Stanów Zjednoczonych na igrzyska olimpijskie w 1912 w Sztokholmie, gdzie zdobył złoty medal ustanawiając rekord olimpijski wynikiem 1,93 m.
W 1913 zdobył mistrzostwo USA (AAU) w skoku wzwyż, a w 1915 w dziesięcioboju.
Ukończył kolejno Brigham Young University w 1913, Cornell University w 1917, Stanford University oraz University of Southern California, na którym studiował prawo. Pracował później jako nauczyciel w szkole średniej w Los Angeles.

## Rekordy życiowe
źródło:
- skok wzwyż – 1,956 m (1915)
- pchnięcie kulą – 12,90 m (1918)
- dziesięciobój – 5719 pkt (1912)